# Majasaari (ö i Norra Karelen, Joensuu, lat 62,98, long 29,60)
Majasaari är en ö i Finland. Den ligger i sjön Höytiäinen och i kommunen Juga i den ekonomiska regionen  Joensuu ekonomiska region  och landskapet Norra Karelen, i den sydöstra delen av landet, 400 km nordost om huvudstaden Helsingfors. Öns area är 0,2 hektar och dess största längd är 90 meter i sydöst-nordvästlig riktning.